# Lamarckismus
Lamarckismus ist die Theorie, dass Organismen Eigenschaften an ihre Nachkommen vererben können, die sie während ihres Lebens erworben haben. Sie ist nach dem französischen Biologen Jean-Baptiste de Lamarck (1744–1829) benannt, der im 19. Jahrhundert eine der ersten Evolutionstheorien entwickelte. Anders als vielfach dargestellt ist die Vererbung erworbener Eigenschaften nur ein Teilaspekt von Lamarcks ursprünglicher Theorie; der Terminus Lamarckismus bezeichnet daher heute in der Regel nicht Lamarcks Theorie als Ganzes.
Während das Konzept der Vererbung erworbener Eigenschaften zunächst nicht umstritten war und sich 1859 auch in Darwins Evolutionstheorie (→ Darwinismus) wiederfand, entbrannte erst um 1883 mit August Weismanns Weiterentwicklung von Darwins Theorie eine Debatte zwischen Neodarwinisten und Neolamarckisten. Dieser Streit wurde nicht allein auf wissenschaftlicher, sondern auch auf gesellschaftspolitischer Ebene bis zur Mitte des 20. Jahrhunderts ausgefochten. Mit der Entwicklung der Synthetischen Evolutionstheorie, in der das Prinzip der natürlichen Selektion mit der Genetik in Einklang gebracht werden konnte, wurde die Auseinandersetzung zugunsten des Darwinismus entschieden.

## Lamarcks Theorie

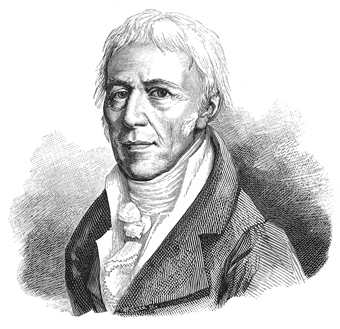
Jean-Baptiste de Lamarck

Die von Lamarck in seinem bekanntesten Werk Philosophie Zoologique (1809) sowie in der späteren Histoire naturelle des animaux sans vertèbres (1815–1822) entworfene Theorie der Evolution war einer der ersten Versuche einer systematischen Evolutionstheorie. Neuere Darstellungen charakterisieren Lamarcks Theorie als Zusammenspiel zweier Faktoren:
- ungerichtete Adaptation an äußere Veränderungen
- linearer Fortschritt auf einer linearen Leiter der Komplexität

### Anpassung an äußere Veränderungen
Den Hintergrund für Lamarcks Theorie bildet eine Kombination von geologischem Uniformitätsprinzip und Gradualismus. Lamarck nahm an, dass alle natürlichen Kräfte, die in der Gegenwart wirken, auch in der Vergangenheit gewirkt haben. Singuläre Ereignisse, wie etwa in Cuviers Katastrophentheorie, spielen keine Rolle; die Natur ändert sich graduell und vollzieht keine abrupten Sprünge.
Ebendiese graduellen Änderungen der Umgebung sind gemäß Lamarck ein Antrieb der Evolution: Eine geänderte Umwelt führt dazu, dass sich auch die Gewohnheiten der darin lebenden Organismen ändern, was wiederum zur Folge hat, dass sich die Organismen selbst ändern. Durch geänderte Gewohnheiten verursachte somatische Modifikationen würden nach seiner Theorie an die nächsten Generationen vererbt. Dieser Punkt in Lamarcks Theorie ist heute als „Lamarckismus“ oder auch „weiche Vererbung“ bekannt und ist – im Gegensatz zu Lamarcks weiteren Ansichten – nicht in Vergessenheit geraten.

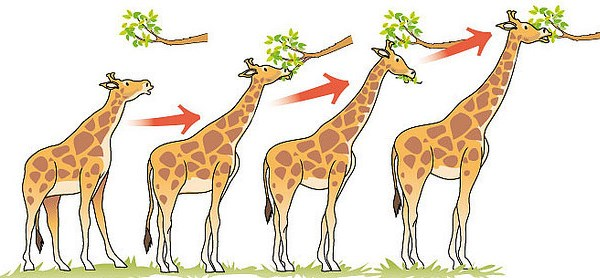
Die Evolution des Giraffenhalses ist ein beliebtes Beispiel zur Illustration des Lamarckismus

Heute wird er meist illustriert durch das Beispiel der Giraffe, die sich in trockener, unwirtlicher Umgebung nach hochgelegenen Blättern von Bäumen strecken musste, um sich zu ernähren. Hierdurch habe sich über viele Generationen hinweg der lange Hals entwickelt. Lamarck verwendete dieses Beispiel nur als eines unter vielen, es hatte für ihn nicht die zentrale Stellung, die es heute in vielen Darstellungen seiner Theorie hat.
Lamarck ging von einer Vererbung erworbener Merkmale aus, was sich später als unzutreffend herausstellte. Die Unterscheidung zwischen der Erbinformation in den Zellen der Körpergewebe, die nicht an die Nachkommen weitergegeben werden kann, und der Erbinformation in den Eizellen und Spermien, die als einzige vererbt wird, konnte Lamarck noch nicht vornehmen. Die Gene waren seinerzeit noch nicht entdeckt. Heute wird überwiegend die Haltung vertreten, dass erworbene Merkmale nicht vererbt werden, da die Erbinformation nur über die Keimbahn an die nächste Generation weitergegeben wird, und dass Rekombination und Mutation für die Entstehung neuer Merkmale verantwortlich sind. Das Giraffenbeispiel erfreut sich gleichbleibender Beliebtheit, weil man es ebenso zur Widerlegung Lamarcks, wie auch als Beispiel für ein Ergebnis einer transformierenden Selektion verwenden kann.

### Linearer Fortschritt
Da sich allein aus dem „lamarckistischen“ Teil von Lamarcks Theorie, in dem sich die Organismen an die ungerichteten äußeren Veränderungen in einer Art Zufallsbewegung anpassen, eine mit der Zeit steigende Komplexität der Organismen nicht erklären lässt, bedarf eine konsistente Theorie der Evolution weiterer Ergänzungen.
Lamarcks Lösung für dieses Problem besteht darin, eine zweite evolutionäre Kraft anzunehmen. Er postuliert die Existenz einer linearen taxonomischen Skala der Komplexität, auf der sich alle Organismen einordnen lassen und an deren Spitze der Mensch steht. Allen Organismen wohnt ein Vervollkommnungstrieb inne, durch den sie durch graduelle Veränderungen auf der Leiter der Komplexität immer weiter hinaufklettern. Dieser Vorgang könne selbst ohne Veränderungen der Umwelt geschehen, er sei also von der „weichen Vererbung“ abgekoppelt. Lamarck führt die Mechanismen für diesen Prozess nicht genauer aus, als Erklärung gibt er nur vage „Bewegungen von Flüssigkeiten“ und „vitale Kräfte“ an.
Das Problem, warum es auch niedere Lebensformen gibt, wenn doch alle Organismen sich auf der Komplexitätsskala aufwärtsbewegen, erklärt Lamarck mit einer konstant stattfindenden Spontanzeugung von niederen Lebensformen. Auch hierfür gibt er keinen konkreten Mechanismus an.
Im Gegensatz zu Darwin hat Lamarck also keine Abstammungslehre postuliert, sondern zu jeder rezenten Art führt eine eigene Evolutionslinie. Die am höchsten evolvierten Organismen seien durch Urzeugung zuerst entstanden, die niederen Organismen später. Die Evolutionslinie zum Menschen sei daher nach Lamarck die längste und damit älteste.

### Die Faktoren im Zusammenspiel
Die in der Natur zu beobachtende Artenvielfalt kann, wie Lamarck anerkennen musste, kaum durch eine lineare Skala der Komplexität erklärt werden, welche daher nur eine Idealisierung sein kann. In der Wirklichkeit wird der lineare Fortschritt der Arten gewissermaßen „gestört“ durch die adaptive Anpassung der Arten an die sich ändernde Umwelt. Es besteht ein stetes Zusammenspiel zwischen vorwärts- und seitwärtsgerichter Evolution.
Ein wichtiges Problem war zu Lamarcks Zeit, durch Funde von Fossilien angeregt, das mögliche Aussterben von Arten. Lamarck bestritt weitestgehend, dass Arten aussterben können. Eine für ausgestorben gehaltene Art könne entweder in noch unbekannten Teilen der Welt weiterexistieren, oder sie könne sich durch Adaptation so sehr gewandelt haben, dass sie nicht mehr erkannt wird. Einzig die Möglichkeit, dass einzelne Spezies durch den Menschen ausgerottet werden könnten, erwog Lamarck in „prophetischer“ Manier.

### Rezeption
Zu Lebzeiten erhielt Lamarck nur wenige Reaktionen auf seine Evolutionstheorie. Dies lag zum Teil daran, dass er, der im Stile vergangener Jahrhunderte mehr Naturphilosoph als Naturwissenschaftler war, mit seiner spekulativen Art wenig Anklang fand im nachrevolutionären Frankreich, in dem die Wissenschaft immer empirischer wurde.
Harte Kritik erfuhr Lamarck durch den einflussreichen Georges Cuvier, der dessen Theorie ausgerechnet in einem Nachruf (éloge) auseinandernahm. Cuvier kritisierte zum einen Lamarcks spekulative, nur schwach auf empirischen Fundamenten beruhende Theorie, ein Punkt, in dem ihm heutige Wissenschaftshistoriker weitgehend zustimmen. Zum anderen aber zeichnete er – Lamarcks kausalen Dreischritt von veränderter Umwelt über Gewohnheiten bis hin zur Vererbung ignorierend – ein Bild einer Theorie, in dem Wille oder Wünsche der Organismen die Evolution steuern, was dazu führte, dass Lamarck später oft dem Vitalismus zugeschrieben wurde.
Verzerrende Darstellungen wie die eben genannte, die heute als „Karikatur“ oder „Pseudolamarckismus“ eingestuft werden, prägten dauerhaft die öffentliche Wahrnehmung von Lamarck. Dabei war dieser ein radikaler Materialist und wurde hierfür sogar zu Lebzeiten von kreationistischen Vertretern wie William Kirby kritisiert. In der Tat spielt in seiner Theorie, die etwa die Entstehung von Leben durch spontane Generation beinhaltet, ein Schöpfer keine Rolle.
Auch Charles Darwin hielt wenig von Lamarck. Er hatte dessen Bücher studiert, erwähnte diese aber nur selten in offiziellen Schriften und bezeichnete die Bücher privat als „veritable rubbish“. Die Wertschätzung seines Freundes Charles Lyell für Lamarck konnte er nicht recht nachvollziehen. Dennoch wird aus heutiger Sicht vermutet, dass Darwin – direkt oder indirekt – stärker durch Lamarck beeinflusst war, als es ihm traditionell zugeschrieben wird. Darwins Pangenesistheorie enthält überdies die Idee der „lamarckistischen“ Vererbung erworbener Eigenschaften. Das bei Darwin so zentrale Prinzip der natürlichen Selektion war Lamarck jedoch gänzlich fremd, weil Unterschiede zwischen Individuen einer Art keine Rolle in dessen Denken spielten.
Aus heutiger Sicht wird von einigen Wissenschaftshistorikern die ahistorische Darstellung Lamarcks in Lehrbüchern kritisiert. Womöglich durch die spätere Debatte zwischen Neolamarckisten und Neodarwinisten beeinflusst, werde Lamarck fälschlicherweise als der Gegenspieler von Darwin dargestellt und seine Theorie auf das Beispiel der Giraffe reduziert.

## Neolamarckismus
Der Neolamarckismus als Lamarckismus im heutigen Sinn, also das Konzept der Vererbung erworbener Eigenschaften, entstand erst gegen Ende des 19. Jahrhunderts, als eine ernstzunehmende Alternative hierzu vorgeschlagen worden war. Die Ursache hierfür war August Weismann, der mit seiner Keimplasmatheorie den Darwinismus gewissermaßen aller lamarckistischen Elemente „bereinigte“. Die Weismann-Barriere verhindert jeden Einfluss von somatischen Veränderungen zurück aufs Erbgut. In Weismanns Theorie ist die natürliche Selektion die einzige wirkende Kraft, „weiche“ Vererbungsmechanismen gibt es in ihr nicht.
Zwischen den als „Neodarwinisten“ bezeichneten Anhängern Weismanns und den sogenannten Neolamarckisten entstanden um 1885 scharf geführte Debatten um das Vererbungsproblem. Eines der Probleme der darwinistischen Seite war es hierbei, die Rückbildung von Organen zu erklären. Die Lamarckisten hatten es dagegen schwer, experimentelle Belege für ihre Thesen anzuführen und ihre Theorie mit der zur Jahrhundertwende wiederentdeckten Genetik Gregor Mendels in Einklang zu bringen.
Gegen 1900 war der Neolamarckismus daher nicht die Randerscheinung, die er heute ist, sondern eine weithin akzeptierte Position. Zu den Anhängern der Vererbung erworbener Eigenschaften zählten unter anderem Edward Drinker Cope, Herbert Spencer und Ernst Haeckel. Als Pierre de Coubertin die Olympischen Spiele 1894 wiedererweckte, war er vom Geist des Neolamarckismus geprägt. In seinem Projekt des rebroncer la France wollte er die männliche Bevölkerung Frankreichs nach der Niederlage im Deutsch-Französischen Krieg durch Sport fit machen wie die Engländer, um so die deutschen Turner besiegen zu können. Er ging davon aus, dass man Fitness vererben könne und jede Generation leistungsfähiger würde als die vorherige – wenn sie nur genug trainieren würde.
Die Auseinandersetzung wurde schließlich nicht nur auf wissenschaftlicher, sondern auch auf politischer Ebene geführt. Zunächst ließen sich evolutionstheoretische Standpunkte nicht eindeutig weltanschaulichen Positionen zuordnen. Dies änderte sich jedoch mit Beginn der 1930er Jahre, als sich auf Darwin und Mendel berufende eugenische Theorien besonders im nationalsozialistischen Deutschland an Bedeutung gewannen. Der Lamarckismus wurde fortan mit „linken“, sozialistischen Positionen verbunden. Von Nationalsozialisten wurde er etwa als Produkt von „liberal-jüdisch-bolschewistischer Wissenschaft“ angesehen.
Paul Kammerer, der selbst antisemitischen Angriffen durch August Weismann, Fritz Lenz und Ludwig Plate ausgesetzt war, warf seinerseits den Anhängern Weismanns vor, in rassistischem Fanatismus zu fordern, dass nur eine Rasse siegreich aus einem Selektionsprozess hervorgehe. Dem gegenüber strebe er als Lamarckist eine Verbesserung des Wohls der gesamten Menschheit an. Einer der Punkte, der den Lamarckismus für viele Menschen anziehend erscheinen ließ, war die Hoffnung, dass Verbesserungen in der Gegenwart sich direkt auf das Erbgut kommender Generationen auswirken können.
Bis in die 1920er Jahre hinein war der Lamarckismus eine der wichtigsten Theorien neben dem Neodarwinismus von Weismanns Anhängerschaft. Allerdings blieben überzeugende experimentelle Nachweise aus, Skandale wie die Affäre um Paul Kammerer schwächten die lamarckistische Position und schließlich gelang es, die Genetik immer weiter mit dem Darwinismus zu kombinieren. Mit der Entwicklung der modernen evolutionären Synthese war der Lamarckismus endgültig wissenschaftlich obsolet.
In der Sowjetunion hatte er allerdings noch eine Weile Bestand. Der sowjetische Agronom Trofim Denissowitsch Lyssenko verfocht während der Regierungszeit Josef Stalins in der UdSSR eine abgewandelte Form des Lamarckismus und versuchte, die Vererbung erworbener Eigenschaften zu beweisen. Auf seine Anweisung hin wurden erhebliche Flächen mit Weizen bepflanzt, die dafür klimatisch nicht geeignet waren. Die dadurch hervorgerufenen Missernten verschärften die schlechte Ernährungslage der russischen Bevölkerung in einer Zeit der Hungersnöte. Die von ihm praktizierte Kontrolle der Wissenschaft durch die Politik wird auch als Lyssenkoismus bezeichnet. Erst Mitte der 1950er Jahre (nach dem Tod seines Förderers Stalin) begann Lyssenkos Einfluss zu schwinden, 1962 wurde er entlassen.

## Experimentelle Nachweisversuche
Es gab verschiedene Versuche von Wissenschaftlern, lamarckistische Vererbungsmechanismen nachzuweisen. Ein frühes Beispiel hierfür ist Charles-Édouard Brown-Séquard, der die Vererbung von künstlich zugefügter Epilepsie an Meerschweinchen zu zeigen versuchte. Auch August Weismann führte Experimente durch, um die Nichtexistenz des Lamarckismus zu zeigen. Er schnitt Mäusen die Schwänze ab, um dann doch in allen Folgegenerationen vollausgebildete Schwänze beobachten zu können. Diese Experimente wurden allerdings damals wie heute kritisiert, und selbst Weismann war sich ihrer Unzulänglichkeit zur Falsifikation des Lamarckismus bewusst. Schon Lamarck hatte den Dreischritt von Naturveränderung über veränderte Gewohnheiten (z. B. Gebrauch/Nichtgebrauch von Organen) hin zur Vererbung betont – Wunden und äußere Gewalteinwirkung wurden auch von Lamarckisten nicht als Einflussfaktor auf die Vererbung gesehen.
Grundsätzlicher waren die Versuche von Paul Kammerer, die Vererbung erworbener Eigenschaften nachzuweisen. Mit Experimenten u. a. an Salamandern und Geburtshelferkröten brachte er es zeitweise zu großer Bekanntheit. Seine Resultate konnten jedoch nicht reproduziert werden, weil nur er die Kröten dazu bringen konnte, sich in Gefangenschaft fortzupflanzen. Als schließlich mit Tinte manipulierte Kröten aufgefunden wurden, war Kammerers wissenschaftliche Reputation zerstört und er nahm sich 1926 das Leben. Es ist bis heute nicht geklärt, ob Kammerer, der bis zu seinem Tod seine Unschuld beteuerte, des Betrugs schuldig war. Inzwischen gibt es die Überlegung, ob Kammerers Versuche auf Grundlage der Epigenetik neu zu bewerten seien.
Die experimentelle Evidenz zugunsten des Lamarckismus war somit seit 1900 meist schwach, zumal es meist alternative Erklärungen für die wenigen den Lamarckismus stützenden Resultate gab. Moralisch-ideologische Gründe trugen dazu bei, die Idee der Vererbung erworbener Eigenschaften lange wach zu halten.
Eine umstrittene These besagt, dass es sich beim CRISPR/Cas-Mechanismus der Vererbung von Immunität einiger Bakterienarten gegen Phagen (Viren) durch Übernahme von deren DNA in das Erbgut der Bakterien um den ersten gefundenen lamarckistischen Vererbungsmechanismus handelt.